# سفارة دولة فلسطين لدى صربيا
سفارة دولة فلسطين لدى صربيا هي الممثلية الدبلوماسية العُليا لدولة فلسطين لدى صربيا. تقع السفارة في العاصمة بلغراد.